# Rage (gra komputerowa)
Rage – gra komputerowa z gatunku first-person shooter wyprodukowana przez id Software i wydana przez Bethesda Softworks w 2011 roku. Wykorzystuje silnik id Tech 5. Gra sprzedała się w 2,5 milionach egzemplarzy.

## Rozgrywka i fabuła
Akcja gry została umiejscowiona w postapokaliptycznym świecie. Gracz może go przemierzać zarówno pieszo, jak i korzystając ze zdobywanych w trakcie zabawy pojazdów. Główny bohater Rage, okrzyknięty przez samych twórców gry człowiekiem o klasie Bucka Rogersa, jest nie tylko wyzwolicielem pozostałych przy życiu mieszkańców świata gry – rządzonego żelazną ręką przez wojskowy reżim – ale także właścicielem sporego garażu. To właśnie w nim gromadzi pozyskane przez siebie pojazdy. Podczas zabawy gracz może brać udział w wyścigach, dzięki którym zdobywa specjalną walutę umożliwiającą zakup nowych części. Gracz w dowolnym momencie może zatrzymać wehikuł, by zapoznać się z terenem lub wykonać jedno z zadań pobocznych.

### Gra wieloosobowa
Gra Rage ma dwa tryby gry wieloosobowej: Legendy Pustkowia i Furia Drogowa.

## Technologia
Wirtualny świat gry Rage został stworzony za pomocą technologii MegaTexture, wykorzystanej po raz pierwszy w grze Quake Wars: Enemy Teritory. Gracz styka się tu z dwoma takowymi silnikami – jeden odpowiedzialny jest za teksturowanie terenu, natomiast drugi zajmuje się wszystkimi pozostałymi elementami gry.
Na potrzeby gry w kooperacji powstało kilkanaście specjalnych etapów, które uzupełniają pod względem fabularnym przygodę przeznaczoną dla pojedynczego gracza.
Rage umożliwia również korzystanie ze standardowych trybów zabawy wieloosobowej – deathmatch, team deathmatch oraz capture the flag - rozgrywanych przy pomocy uzbrojonych pojazdów.

## Rage 2
Na łamach serwisu Industry Gamers szef Id Software John Carmack zapowiedział kontynuację gry. Prawdopodobnie ma ona być oparta na autorskim silniku firmy - id Tech 6.